# Жуйчан
Жуйчан (кит. спр. 瑞昌市, піньїнь: Ruìchāng Shì) — місто-повіт в китайській провінції Цзянсі, складова міста Цзюцзян.

## Географія
Жуйчан розташовується на півночі провінції, лежить на висоті близько 16 метрів над рівнем моря на річці Янцзи.

### Клімат
Місто знаходиться у зоні, котра характеризується вологим субтропічним кліматом. Найтепліший місяць — липень із середньою температурою 29,1 °C. Найхолодніший місяць — січень, із середньою температурою 4,4 °С.
| Клімат Жуйчана          | Клімат Жуйчана | Клімат Жуйчана | Клімат Жуйчана | Клімат Жуйчана | Клімат Жуйчана | Клімат Жуйчана | Клімат Жуйчана | Клімат Жуйчана | Клімат Жуйчана | Клімат Жуйчана | Клімат Жуйчана | Клімат Жуйчана | Клімат Жуйчана |
| Показник                | Січ.           | Лют.           | Бер.           | Квіт.          | Трав.          | Черв.          | Лип.           | Серп.          | Вер.           | Жовт.          | Лист.          | Груд.          | Рік            |
| Середній максимум, °C   | 8,3            | 10,7           | 15,1           | 21,7           | 27             | 29,8           | 33,5           | 32,6           | 28,4           | 23,3           | 17,1           | 11,2           | 21,6           |
| Середня температура, °C | 4,4            | 6,7            | 10,7           | 17,1           | 22,3           | 25,6           | 29,1           | 28,2           | 24             | 18,4           | 12,2           | 6,5            | 17,1           |
| Середній мінімум, °C    | 1,6            | 3,8            | 7,4            | 13,2           | 18,3           | 22,2           | 25,5           | 24,9           | 20,7           | 14,8           | 8,6            | 3,1            | 13,7           |
| Норма опадів, мм        | 68.7           | 88.7           | 139.6          | 188.8          | 192.8          | 222.6          | 171.8          | 135.9          | 108.5          | 77.6           | 71             | 40.1           | 1506.1         |
| Вологість повітря, %    | 79             | 79             | 79             | 78             | 77             | 80             | 77             | 79             | 79             | 76             | 77             | 75             | 78             |
| ----------------------- | -------------- | -------------- | -------------- | -------------- | -------------- | -------------- | -------------- | -------------- | -------------- | -------------- | -------------- | -------------- | -------------- |
| Джерело: data.cma.cn    |                |                |                |                |                |                |                |                |                |                |                |                |                |